# Fussball Club Luzern Frauen
Il Fussball Club Luzern Frauen, citato anche FC Luzern Frauen o più semplicemente Luzern, e Lucerna in lingua italiana, è una squadra di calcio femminile svizzera con sede a Lucerna, capitale dell'omonimo cantone e capoluogo dell'omonimo distretto. A livello societario la squadra, che nella stagione 2015-2016 milita in Lega Nazionale A, massimo livello del campionato svizzero femminile di calcio, affianca l'omonima formazione maschile che milita in Super League.
La squadra eredita le tradizioni calcistiche delle precedenti SC LUwin.ch e FC Sursee.

## Organico

### Rosa 2020-2021
Rosa, ruoli e numeri di maglia dal sito ufficiale della federazione svizzera, aggiornato al 12 maggio 2021.
| N. |                        | Ruolo | Calciatrice           |
| -- | ---------------------- | ----- | --------------------- |
| 0  | Svizzera (bandiera)    | P     | Nadine Böni           |
| 1  | Spagna (bandiera)      | P     | Lourdes Carmen Romero |
| 2  | Austria (bandiera)     | D     | Sarah Klotz           |
| 6  | Svizzera (bandiera)    | D     | Nicole Scherer        |
| 7  | Svizzera (bandiera)    | D     | Rahel Sager           |
| 8  | Svizzera (bandiera)    | C     | Chantal Wyser         |
| 9  | Svizzera (bandiera)    | C     | Melanie Müller        |
| 10 | Svizzera (bandiera)    | D     | Chantal Ruf           |
| 11 | Inghilterra (bandiera) | C     | Sabina Jackson        |
| 12 | Svizzera (bandiera)    | D     | Laura Hadorn          |
| 13 | Croazia (bandiera)     | C     | Kristina Markovic     |
| 14 | Svizzera (bandiera)    | C     | Debora Vogl           |

| N. |                     | Ruolo | Calciatrice        |
| -- | ------------------- | ----- | ------------------ |
| 15 | Svizzera (bandiera) | C     | Flavia von Känel   |
| 16 | Svizzera (bandiera) | D     | Michèle Schnider   |
| 17 | Svizzera (bandiera) | A     | Svenja Fölmli      |
| 18 | Svizzera (bandiera) | P     | Lea van Weezenbeek |
| 19 | Svizzera (bandiera) | C     | Nicole Remund      |
| 20 | Svizzera (bandiera) | D     | Rahel Graf         |
| 21 | Svizzera (bandiera) | D     | Laura Kee          |
| 22 | Svizzera (bandiera) | A     | Julia Höltschi     |
| 23 | Svizzera (bandiera) | C     | Alena Bienz        |
| 24 | Svizzera (bandiera) | A     | Irina Pando        |
| 27 | Svizzera (bandiera) | C     | Anja Furger        |
| 39 | Svizzera (bandiera) | D     | Lynn Häring        |

### Rosa 2019-2020
Rosa, ruoli e numeri di maglia estratti dai singoli tabellini suyl sito ufficiale della federazione svizzera (football.ch) come da sito ufficiale. e sito Fussballverband Region Zürich (FVRZ).
| N. |                     | Ruolo | Calciatrice       |
| -- | ------------------- | ----- | ----------------- |
| 1  | Svizzera (bandiera) | P     | Magdalena Konzett |
| 1  | Svizzera (bandiera) | P     | Sandra Bruderer   |
| 2  | Svizzera (bandiera) | C     | Sarah Klotz       |
| 6  | Svizzera (bandiera) | ?     | Nicole Scherer    |
| 7  | Svizzera (bandiera) | C     | Melina Scodeller  |
| 8  | Svizzera (bandiera) | C     | Chantal Wyser     |
| 9  | Svizzera (bandiera) | C     | Melanie Müller    |
| 10 | Svizzera (bandiera) | C     | Alena Bienz       |
| 10 | Svizzera (bandiera) | D     | Chantal Ruf       |
| 11 | Svizzera (bandiera) | C     | Sabina Jackson    |
| 13 | Svizzera (bandiera) | D     | Victoria Bischof  |
| 14 | Svizzera (bandiera) | A     | Svenja Fölmli     |

| N. |                     | Ruolo | Calciatrice           |
| -- | ------------------- | ----- | --------------------- |
| 15 | Svizzera (bandiera) | D     | Alessandra Abbühl     |
| 16 | Svizzera (bandiera) | D     | Michèle Schnider      |
| 17 | Svizzera (bandiera) | C     | Alicia Haller         |
| 18 | Svizzera (bandiera) | P     | Lea Van Weezenbeek    |
| 19 | Svizzera (bandiera) | C     | Nicole Remund         |
| 20 | Svizzera (bandiera) | D     | Rahel Graf (capitano) |
| 21 | Svizzera (bandiera) | D     | Rahel Sager           |
| 23 | Svizzera (bandiera) | A     | Stephanie Erne        |
| 24 | Svizzera (bandiera) | A     | Irina Pando           |
| 25 | Svizzera (bandiera) | A     | Lesley Ramseier       |
| 39 | Svizzera (bandiera) | D     | Lynn Häring           |